# Sphecodes
Sphecodes là một chi ong thuộc họ Halictidae, phần lớn có màu đen và đỏ và được gọi thông tục là "ong máu".  Ong Sphecodes ký sinh trên các loài ong khác, đặc biệt là ong trong các chi Lasioglossum, Halictus và Andrena. Con trưởng thành tiêu thụ mật hoa, nhưng vì chúng sử dụng nguồn cung cấp của những con ong khác để nuôi con của chúng nên chúng không thu được phấn hoa.

## Loài
Có 349 loài được biết đến trong chi Sphecodes.
- Sphecodes abuensis Nurse, 1903
- Sphecodes abyssinicus Sichel, 1865
- Sphecodes aeneiceps Friese, 1917
- Sphecodes aino Tsuneki, 1983
- Sphecodes akitanus Tsuneki, 1983
- Sphecodes albifrons Smith, 1879
- Sphecodes albilabris (Fabricius, 1793)
- Sphecodes albociliatus Meyer, 1922
- Sphecodes algoensis Blüthgen, 1928
- Sphecodes alternatus Smith, 1853
- Sphecodes amakusensis Yasumatsu & Hirashima, 1951
- Sphecodes anatolicus Warncke, 1992
- Sphecodes andinus Schrottky, 1906
- Sphecodes angarensis Cockerell, 1937
- Sphecodes anonymus Blüthgen, 1928
- Sphecodes antennariae Robertson, 1891
- Sphecodes apicatus Smith, 1853
- Sphecodes arequipae Meyer, 1925
- Sphecodes argentinus Schrottky, 1906
- Sphecodes armeniacus Warncke, 1992
- Sphecodes arnoldi Blüthgen, 1928
- Sphecodes aroniae Mitchell, 1960
- Sphecodes arroyanus Cockerell, 1904
- Sphecodes arvensiformis Cockerell, 1904
- Sphecodes asclepiadis Cockerell, 1898
- Sphecodes aspericollis Sichel, 1865
- Sphecodes assamensis Blüthgen, 1927
- Sphecodes atlanticus Warncke, 1992
- Sphecodes atlantis Mitchell, 1956
- Sphecodes atriapicatus Strand, 1912
- Sphecodes autumnalis Mitchell, 1956
- Sphecodes awaensis Tsuneki, 1983
- Sphecodes bakeri Cockerell, 1915
- Sphecodes banaszaki Nobile & Turrisi, 2004
- Sphecodes banksii Lovell, 1909
- Sphecodes baratonis Tsuneki, 1983
- Sphecodes barbatus Blüthgen, 1923
- Sphecodes basalis Sichel, 1865
- Sphecodes biroi Friese, 1909
- Sphecodes bischoffi Meyer, 1925
- Sphecodes bogotensis Meyer, 1922
- Sphecodes bonaerensis Holmberg, 1886
- Sphecodes borealis Cockerell, 1937
- Sphecodes brachycephalus Mitchell, 1956
- Sphecodes brasiliensis Schrottky, 1910
- Sphecodes braunsi Blüthgen, 1928
- Sphecodes breviclypeatus Tsuneki, 1984
- Sphecodes bruchi Schrottky, 1906
- Sphecodes californicus Meyer, 1922
- Sphecodes campadellii Nobile & Turrisi, 2004
- Sphecodes candidus Meyer, 1925
- Sphecodes capensis Cameron, 1905
- Sphecodes capriciosus Schrottky, 1906
- Sphecodes capverdensis Pauly & LaRoche, 2002
- Sphecodes carolinus Mitchell, 1956
- Sphecodes castaneae Mitchell, 1960
- Sphecodes centralis Cockerell, 1938
- Sphecodes cephalotes Meyer, 1920
- Sphecodes chaprensis Blüthgen, 1927
- Sphecodes chibaensis Tsuneki, 1984
- Sphecodes chichibuensis Tsuneki, 1986
- Sphecodes chichibuus Tsuneki, 1986
- Sphecodes chilensis Spinola, 1851
- Sphecodes clematidis Robertson, 1897
- Sphecodes clypeatus Friese, 1917
- Sphecodes columbiae Cockerell, 1906
- Sphecodes combai Nobile & Turrisi, 2004
- Sphecodes confertus Say, 1837
- Sphecodes confusus Blüthgen, 1928
- Sphecodes congoensis (Benoist, 1950)
- Sphecodes connexus Blüthgen, 1928
- Sphecodes convergens Michener, 1978
- Sphecodes convergens Tsuneki, 1983
- Sphecodes coptis Tsuneki, 1983
- Sphecodes cordillerensis Jörgensen, 1912
- Sphecodes cordovensis (Cockerell, 1919)
- Sphecodes coriae Moure & Hurd, 1987
- Sphecodes coronus Mitchell, 1956
- Sphecodes costaricensis Friese, 1917
- Sphecodes crassanus Warncke, 1992
- Sphecodes crassicornis Smith, 1879
- Sphecodes crassicornis Tsuneki, 1983
- Sphecodes crassus Thomson, 1870
- Sphecodes crawfordi Mitchell, 1956
- Sphecodes cressonii (Robertson, 1903)
- Sphecodes cristatus Hagens, 1882
- Sphecodes croaticus Meyer, 1922
- Sphecodes daishi Tsuneki, 1983
- Sphecodes davisii Robertson, 1897
- Sphecodes decorus (Cameron, 1897)
- Sphecodes dichrous Smith, 1853
- Sphecodes dilutus Cockerell, 1936
- Sphecodes diremptus Cockerell, 1932
- Sphecodes distinctus Meyer, 1925
- Sphecodes duplex Blüthgen, 1927
- Sphecodes duplipunctatus Tsuneki, 1983
- Sphecodes dusmeti Blüthgen, 1924
- Sphecodes dyozankeanus Tsuneki, 1983
- Sphecodes ephippius (Linné, 1767)
- Sphecodes equator Vachal, 1904
- Sphecodes eritrinus Friese, 1915
- Sphecodes eugnathus Blüthgen, 1928
- Sphecodes eustictus Cockerell, 1906
- Sphecodes exaltus Mitchell, 1956
- Sphecodes fattigi Mitchell, 1956
- Sphecodes ferruginatus Hagens, 1882
- Sphecodes fimbriatus Blüthgen, 1928
- Sphecodes formosus Cockerell, 1911
- Sphecodes fortior Cockerell, 1898
- Sphecodes fragariae Cockerell, 1903
- Sphecodes friesei Herbst, 1908
- Sphecodes fudzi Tsuneki, 1983
- Sphecodes fuelleborni Blüthgen, 1928
- Sphecodes fukuiensis Tsuneki, 1983
- Sphecodes fumipennis Smith, 1853
- Sphecodes galeritus Blüthgen, 1927
- Sphecodes galerus Lovell & Cockerell, 1907
- Sphecodes genaroi Engel, 2006
- Sphecodes geoffrellus (Kirby, 1802)
- Sphecodes gibbus (Linnaeus, 1758)
- Sphecodes grahami Cockerell, 1922
- Sphecodes grandidieri (Buysson, 1901)
- Sphecodes granulosus Sichel, 1865
- Sphecodes guineensis Vachal, 1903
- Sphecodes hagensi Ritsema, 1880
- Sphecodes haladai Warncke, 1992
- Sphecodes hanedai Tsuneki, 1983
- Sphecodes hasshanus Tsuneki, 1983
- Sphecodes hemirhodurus Cockerell, 1921
- Sphecodes heraclei Robertson, 1897
- Sphecodes hesperellus Cockerell, 1904
- Sphecodes hirtellus Blüthgen, 1923
- Sphecodes howardi Cockerell, 1922
- Sphecodes hudsoni Cockerell, 1913
- Sphecodes hyalinatus Hagens, 1882
- Sphecodes hydrangeae Mitchell, 1956
- Sphecodes illinoensis (Robertson, 1903)
- Sphecodes indicus Bingham, 1898
- Sphecodes inornatus (Schrottky, 1902)
- Sphecodes insularis Smith, 1858
- Sphecodes intermedius Blüthgen, 1923
- Sphecodes iosephi Nobile & Turrisi, 2004
- Sphecodes iridescens Cockerell, 1921
- Sphecodes iridipennis Smith, 1879
- Sphecodes itidyo Tsuneki, 1983
- Sphecodes ituriensis Blüthgen, 1928
- Sphecodes iwatensis Tsuneki, 1983
- Sphecodes izumindus Tsuneki, 1986
- Sphecodes japonicus Cockerell, 1911
- Sphecodes javanicus Friese, 1914
- Sphecodes joergenseni Meyer, 1920
- Sphecodes johnsonii Lovell, 1909
- Sphecodes kaisensis Tsuneki, 1983
- Sphecodes kamafuse Tsuneki, 1983
- Sphecodes kershawi Perkins, 1921
- Sphecodes kincaidii Cockerell, 1898
- Sphecodes kisukei Tsuneki, 1983
- Sphecodes kitamius Tsuneki, 1983
- Sphecodes knetschi Cockerell, 1898
- Sphecodes koikensis Tsuneki, 1983
- Sphecodes kristenseni Meyer, 1919
- Sphecodes laetus Meyer, 1922
- Sphecodes lasimensis Blüthgen, 1927
- Sphecodes laticaudatus Tsuneki, 1983
- Sphecodes latifrons Cockerell, 1919
- Sphecodes lautipennis Cockerell, 1908
- Sphecodes levicinctus Cockerell, 1936
- Sphecodes levis Lovell & Cockerell, 1907
- Sphecodes libericus Cockerell, 1936
- Sphecodes longuloides Blüthgen, 1923
- Sphecodes longulus Hagens, 1882
- Sphecodes lunaris Vachal, 1904
- Sphecodes luteiventris Friese, 1925
- Sphecodes macswaini Michener, 1954
- Sphecodes maetai Tsuneki, 1984
- Sphecodes magnipunctatus (Cockerell, 1946)
- Sphecodes majalis Pérez, 1903
- Sphecodes malayensis Blüthgen, 1927
- Sphecodes manchurianus Strand & Yasumatsu, 1938
- Sphecodes mandibularis Cresson, 1872
- Sphecodes manni Cockerell, 1913
- Sphecodes manskii (Rayment, 1935)
- Sphecodes marcellinoi Nobile & Turrisi, 2004
- Sphecodes marginatus Hagens, 1882
- Sphecodes maruyamanus Tsuneki, 1983
- Sphecodes melanopus Schrottky, 1906
- Sphecodes mendocinus Jörgensen, 1912
- Sphecodes metanotiaeus Sichel, 1865
- Sphecodes metathoracicus Sichel, 1865
- Sphecodes mexicanorum Cockerell, 1919
- Sphecodes millsi Cockerell, 1919
- Sphecodes minarum Schrottky, 1910
- Sphecodes miniatus Hagens, 1882
- Sphecodes minor Robertson, 1898
- Sphecodes monilicornis (Kirby, 1802)
- Sphecodes montanus Smith, 1879
- Sphecodes murotai Tsuneki, 1983
- Sphecodes mutillaeformis Schrottky, 1906
- Sphecodes mutsu Tsuneki, 1983
- Sphecodes mutsuoides Tsuneki, 1984
- Sphecodes nambui Tsuneki, 1983
- Sphecodes natalensis Friese, 1925
- Sphecodes niger Hagens, 1874
- Sphecodes nigeriae Blüthgen, 1928
- Sphecodes nigricans Timberlake, 1940
- Sphecodes nigricorpus Mitchell, 1956
- Sphecodes nigritus Ashmead, 1900
- Sphecodes nippon Meyer, 1922
- Sphecodes nipponicus Yasumatsu & Hirashima, 1951
- Sphecodes nitidissimus Cockerell, 1910
- Sphecodes niveatus Meyer, 1925
- Sphecodes niveipennis Meyer, 1925
- Sphecodes nomioidis Pesenko, 1979
- Sphecodes nyassanus Strand, 1911
- Sphecodes ohdeyamanus Tsuneki, 1984
- Sphecodes ohtsukius Tsuneki, 1984
- Sphecodes okuyetsu Tsuneki, 1983
- Sphecodes olivieri Lepeletier, 1825
- Sphecodes olympicus Cockerell, 1904
- Sphecodes oneili Cameron, 1905
- Sphecodes oriundus Vachal, 1903
- Sphecodes pallitarsis Vachal, 1909
- Sphecodes paraguayensis Schrottky, 1906
- Sphecodes paraplesius Lovell, 1911
- Sphecodes patagonicus Schrottky, 1906
- Sphecodes patruelis Cockerell, 1913
- Sphecodes pecosensis Cockerell, 1904
- Sphecodes pectoralis Morawitz, 1876
- Sphecodes pellucidus Smith, 1845
- Sphecodes perlustrans Cockerell, 1898
- Sphecodes perplexus Nurse, 1903
- Sphecodes persimilis Lovell & Cockerell, 1907
- Sphecodes peruensis Meyer, 1925
- Sphecodes pieli Cockerell, 1931
- Sphecodes pilosulus Smith, 1879
- Sphecodes pimpinellae Robertson, 1900
- Sphecodes pinguiculus Pérez, 1903
- Sphecodes politulus Cockerell, 1937
- Sphecodes profugus Cockerell, 1910
- Sphecodes propinquus Blüthgen, 1928
- Sphecodes prosphorus Lovell & Cockerell, 1907
- Sphecodes prostygius Mitchell, 1960
- Sphecodes pseudocrassus Blüthgen, 1924
- Sphecodes pseudofasciatus Blüthgen, 1925
- Sphecodes pulsatillae Cockerell, 1906
- Sphecodes punctatus Sichel, 1865
- Sphecodes puncticeps Thomson, 1870
- Sphecodes puncticollis Sichel, 1865
- Sphecodes punctiscutum Eardley & R. P. Urban, 2006
- Sphecodes pusillus Cockerell, 1937
- Sphecodes pycnanthemi Robertson, 1897
- Sphecodes quadrimaculatus Blüthgen, 1928
- Sphecodes quellensis Blüthgen, 1927
- Sphecodes ralunensis Friese, 1909
- Sphecodes ranunculi Robertson, 1897
- Sphecodes redivivus Blüthgen, 1927
- Sphecodes reticulatus Thomson, 1870
- Sphecodes rhois (Cockerell, 1904)
- Sphecodes rikuchu Tsuneki, 1983
- Sphecodes rohweri Cockerell, 1907
- Sphecodes rotundiceps Cockerell, 1919
- Sphecodes rubicundus Hagens, 1875
- Sphecodes rudiusculus (Benoist, 1964)
- Sphecodes rufichelis Strand, 1912
- Sphecodes ruficrus (Erichson, 1835)
- Sphecodes rufiscapis Vachal, 1909
- Sphecodes rufithorax Morawitz, 1876
- Sphecodes rufiventris (Panzer, 1798)
- Sphecodes rufoantennatus Benoist, 1950
- Sphecodes rugulosus Sichel, 1865
- Sphecodes samarensis Blüthgen, 1927
- Sphecodes sapporensis Tsuneki, 1983
- Sphecodes sauteri Meyer, 1925
- Sphecodes saxicolus Warncke, 1992
- Sphecodes scabricollis Wesmael, 1835
- Sphecodes schenckii Hagens, 1882
- Sphecodes schoanus Blüthgen, 1928
- Sphecodes scrobiculatus Pauly & Brooks, 2001
- Sphecodes semicoloratus (Cockerell, 1897)
- Sphecodes senegalensis Sichel, 1865
- Sphecodes shawi Lovell, 1911
- Sphecodes shillongensis Blüthgen, 1927
- Sphecodes shirozui Tsuneki, 1983
- Sphecodes sikkimensis Blüthgen, 1927
- Sphecodes silvicola Tsuneki, 1983
- Sphecodes simillimus Smith, 1873
- Sphecodes simlaellus Blüthgen, 1927
- Sphecodes smilacinae Robertson, 1897
- Sphecodes solidaginis Cockerell, 1937
- Sphecodes solonis Graenicher, 1911
- Sphecodes sophiae Cockerell, 1898
- Sphecodes spinulosus Hagens, 1875
- Sphecodes strandi Meyer, 1920
- Sphecodes stygius Robertson, 1893
- Sphecodes subconfertus Sichel, 1865
- Sphecodes sudai Tsuneki, 1983
- Sphecodes sulcatulus Cockerell, 1906
- Sphecodes sulcifera Tsuneki, 1983
- Sphecodes taicho Tsuneki, 1983
- Sphecodes tainoi Engel, 2006
- Sphecodes tanoi Tsuneki, 1983
- Sphecodes tantalus Nurse, 1903
- Sphecodes tertius Blüthgen, 1927
- Sphecodes togoanus Strand, 1912
- Sphecodes tomarchioi Nobile & Turrisi, 2004
- Sphecodes townesi Mitchell, 1956
- Sphecodes transversus Cockerell, 1919
- Sphecodes trentonensis Cockerell, 1913
- Sphecodes tristellus Cockerell, 1919
- Sphecodes tuckeri Friese, 1925
- Sphecodes turneri Cockerell, 1916
- Sphecodes ugandae Blüthgen, 1928
- Sphecodes utinamius Tsuneki, 1983
- Sphecodes vachali Meyer, 1920
- Sphecodes variabilis Schrottky, 1906
- Sphecodes veganus Cockerell, 1904
- Sphecodes vumbuensis Blüthgen, 1928
- Sphecodes walteri Nobile & Turrisi, 2004
- Sphecodes washingtoni Cockerell, 1904
- Sphecodes wheeleri Mitchell, 1956
- Sphecodes woodi Cockerell, 1945
- Sphecodes zangherii Noskiewicz, 1931